# Eddie Shore
Edward William Shore (25 de noviembre de 1902-16 de marzo de 1985) fue un defensor profesional canadiense de hockey sobre hielo, principalmente para los Boston Bruins de la Liga Nacional de Hockey, y el propietario desde hace mucho tiempo de los Springfield Indians de la Liga Americana de Hockey, icono por su dureza y habilidad defensiva. En 2017 Shore fue nombrado uno de los "100 mejores jugadores de la NHL" de la historia.
Shore ganó el trofeo Hart como el jugador más valioso de la NHL en cuatro ocasiones, más que cualquier otro defensor; sólo Wayne Gretzky y Gordie Howe lo han ganado más a menudo. Después de que la liga comenzó a nombrar a los equipos de estrellas de la NHL al final de la quinta temporada de Shore, Shore fue honrado como un All-Star del primer equipo en siete de sus últimas nueve temporadas, mientras que fue nombrado All-Star del segundo equipo una de las otras temporadas; en la temporada restante se perdió más de la mitad del programa debido a una lesión. Shore, conocido por su violencia, estableció una marca de 165 minutos de penalización en su segunda temporada.

## Carrera de juego

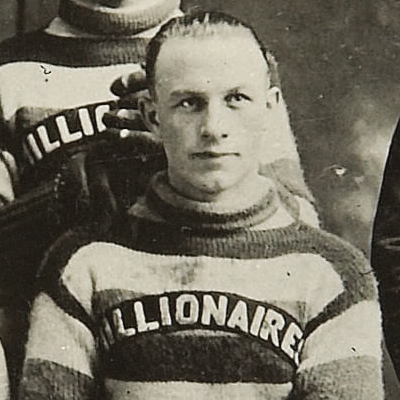
Shore con los Millonarios de Melville.

Shore comenzó su carrera con el equipo de hockey menor de su ciudad natal en Cupar, los Cupar Canucks. Jugó para los Millonarios de Melville y ganó el campeonato senior de Saskatchewan de 1923-24.
Shore ascendió al hockey profesional con los Regina Capitals de la Liga de Hockey del Oeste de Canadá en 1925. Su equipo terminó último en la liga y se mudó a Portland después de la temporada. Shore pasó al campeón de la liga Edmonton Eskimos en 1926, donde pasó de delantero a defensa y recibió el apodo de "el Expreso de Edmonton".
Cuando la Liga de Hockey del Oeste (renombrada de la WCHL) se retiró en 1926, Shore fue vendido a los Boston Bruins de la NHL. Como novato, marcó 12 goles y seis asistencias para un total de 18 puntos y acumuló 130 minutos de penalización. Shore ayudó a los Bruins a ganar su primera Stanley Cup en 1929.
En la temporada 1925-26, Billy Coutu y Sprague Cleghorn de los Canadienses de Montreal fueron intercambiados por los Bruins de Boston. Durante su primer entrenamiento con los Bruins, Shore se pavoneó de un lado a otro frente a Coutu y Cleghorn. Coutu se golpeó el cuerpo, se golpeó la cabeza, se dio un codazo y trató de atormentar a Shore. A continuación Coutu cogió el disco y se precipitó hacia la orilla. Los dos jugadores chocaron. Shore se mantuvo firme y Coutu voló por los aires estrellándose violentamente contra el hielo. La oreja de Shore estaba casi arrancada pero apenas se dio cuenta. Coutu estaba fuera de combate y estuvo fuera de servicio durante una semana. Shore visitó a varios doctores que querían amputar la oreja, pero encontró a uno que la cosió de nuevo. Después de rechazar la anestesia, Shore usó un espejo para ver al doctor coser la oreja. Shore afirmó que Coutu usó su palo de hockey para cortar la oreja, y Coutu fue multado con 50 dólares. Shore se retractó más tarde y el dinero de Coutu fue devuelto.
Otro incidente inusual que involucró a Shore ocurrió en enero de 1930 cuando fue desafiado a un combate de boxeo por el jugador de béisbol Art Shires. Mientras que el presidente de la NHL, Frank Calder, dijo que la participación de Shore dependía del mánager de los Bruins, Art Ross, el comisionado de béisbol, el juez Kenesaw Mountain Landis, vetó la participación de Shires, y el partido nunca se celebró. El 24 de enero de 1933, durante un partido contra Montreal, Shore golpeó accidentalmente al árbitro en jefe de la NHL, Cooper Smeaton, durante una pelea con Sylvio Mantha y fue multado con 100 dólares.
En el Boston Garden, el 12 de diciembre de 1933, Shore puso fin a la carrera de la estrella de los Toronto Maple Leafs, Ace Bailey, cuando golpeó a Bailey por la espalda. Cuando la cabeza de Bailey golpeó el hielo, quedó inconsciente y entró en convulsiones. Momentos antes, el compañero de los Maple Leafs King Clancy volcó la orilla con un fuerte golpe mientras corría por el hielo. Enojado, aturdido y pensando que iba a por Clancy, Shore corrió hacia Bailey con la intención de vengarse. Como represalia, el duro de los Leafs, Red Horner, dio un puñetazo a Shore, cuya cabeza golpeó el hielo al caer del golpe. Shore quedó inconsciente y necesitó siete puntos de sutura, pero no resultó gravemente herido. Bailey fue llevado al hospital en estado crítico con el cráneo fracturado y fue operado durante más de cuatro horas. Había muchos temores de que pudiera morir. Salió del coma por segunda vez 10 días después, recuperándose completamente, pero no volvió a jugar profesionalmente. Cuando se le aseguró que Bailey sobreviviría, el presidente de la liga Frank Calder suspendió a Shore por 16 partidos. El 14 de febrero de 1934 se celebró un partido benéfico de todas las estrellas en Maple Leaf Gardens, en el que se recaudaron 20.909 dólares para Bailey y su familia. Bailey y Shore se dieron la mano y se abrazaron en el centro del hielo antes de que comenzara el partido. Trece años más tarde, la NHL introdujo un juego anual de estrellas.
Shore y los Bruins ganaron su segunda Copa Stanley en 1939. Shore se retiró y compró a los Springfield Indians de la Liga Americana de Hockey, donde fue jugador-propietario en 1939-40. Se le convenció de que se reincorporara a los Bruins tras las lesiones sufridas por el cuerpo de defensa de los Bruins, con el acuerdo de que jugaría en los partidos en casa por 200 dólares por partido. Shore jugó sólo cuatro partidos con Boston, y se informó que no estaba entusiasmado con el acuerdo. Al obtener el permiso para jugar en los partidos en casa de los indios, empezó a agitarse para jugar también en los partidos de carretera de Springfield, lo que provocó que el 25 de enero de 1940 se cambiara a los americanos de Nueva York por Eddie Wiseman y 5.000 dólares. Permaneció con los americanos hasta que fueron eliminados de los playoffs, y simultáneamente jugó con los indios en sus partidos de playoffs. El último partido de la NHL de Shore fue el 24 de marzo contra los Detroit Red Wings, que casualmente fue también el último partido de la NHL para el Salón de la Fama y su compañero de equipo Nels Stewart.
En febrero de 1940, Shore y otros ocho directores de estadios organizaron los Ice Capades.

## La jubilación y los indios
Aunque Shore había jugado su último partido de la NHL, jugó dos temporadas más en Springfield. Los indios detuvieron las operaciones durante la Segunda Guerra Mundial, y Shore trasladó a sus jugadores a Buffalo donde entrenó a los Buffalo Bisons de la AHL para el campeonato de la Copa Calder en 1943 y 1944. Después de la guerra, los Indios de Springfield reanudaron el juego en 1946 y Shore regresó.
Como propietario, Shore podía ser cascarrabias y a menudo era acusado de tratar a los jugadores con poco respeto. Comúnmente hacía que jugadores que habían estado fuera de la alineación realizaran el mantenimiento en el Coliseo de los Estados del Este, el hogar de los indios, refiriéndose a ellos como "Ases Negros". Hoy en día, el término se utiliza comúnmente para referirse a los jugadores adicionales de la alineación que entrenan con el equipo en caso de lesión.  A pesar de ello, los indios prosperaron bajo su propiedad, llegando a las eliminatorias 12 veces y ganando tres Copas Calder consecutivas de 1960 a 1962. Durante la temporada de 1967, todo el equipo de los Indios se negó a jugar después de que Shore suspendiera a tres jugadores sin sueldo, entre ellos la futura estrella de la NHL Bill White, por lo que dijo que era un "juego indiferente". Cuando el equipo pidió una explicación, Shore suspendió a los dos jugadores que hablaban en nombre del equipo, uno de los cuales era Brian Kilrea. Alan Eagleson, entonces un abogado poco conocido y a veces político, fue traído para negociar con Shore en nombre de los jugadores. La batalla se intensificó durante meses, terminando con Shore cediendo la operación diaria del club a los Reyes de Los Ángeles; la génesis de la Asociación de Jugadores de la Liga Nacional de Hockey se deriva de ese incidente. Shore retomó el control total del equipo en 1974, volvió a cambiar su nombre por el de los indios y restauró su tradicional esquema azul-blanco-rojo. Continuó siendo el dueño del equipo hasta que lo vendió en 1976.
Por sus contribuciones al juego del hockey, Eddie Shore fue premiado con la placa de vanidad "MR HOCKEY" por la Mancomunidad de Massachusetts.
El 15 de marzo de 1985, Shore visitó a su hijo en Springfield, Massachusetts. Esa noche, Shore comenzó a toser y vomitar sangre y luego fue llevado al hospital. Fue declarado muerto a la mañana siguiente y la causa de la muerte se determinó más tarde que fue un cáncer de hígado. Su funeral se celebró en su ciudad natal cinco días después. Está enterrado en el cementerio de Hillcrest Park en la sección de 16 acres de Springfield.
Shore fue elegido en el Salón de la Fama del Hockey en 1947. Los Boston Bruins retiraron su número 2. El premio Eddie Shore se otorga anualmente al mejor defensor de la AHL. En 1998 fue clasificado número 10 en la lista de The Hockey News de los 100 mejores jugadores de hockey, lo que lo convirtió en el jugador de mayor rango antes de la Segunda Guerra Mundial.